# 白倉政司
白倉 政司（しらくら まさし、1947年9月12日 - 2020年5月10日）は、日本の政治家。山梨県北杜市長（3期）。高根町長（1期）。山梨県議会議員（7期）。旭日中綬章受章。位階は従四位。

## 来歴
1947年、山梨県高根町（現・北杜市）出身。1970年、日本大学経済学部卒。民間企業を経て、衆議院議員金丸信の秘書となる。1979年、山梨県議会議員に初当選。無所属から自由民主党に入り、議員を7期務め、議長を歴任した。2004年に高根町長に当選。同年、高根町は合併で北杜市となり、合併後の市長選挙に立候補して当選、3期務めた。
市長在任中は「子育て応援宣言」、「低炭素型都市」を掲げた。2016年に市長を退任。
2020年5月10日未明に死去、72歳。パーキンソン症候群で闘病しており、死の3日前に体調を崩していた。

## 栄典
- 2017年 秋の叙勲で地方自治功労により旭日中綬章を受章[6]
- 死没日をもって従四位に叙される[7]